# Svarttjärnen (Burträsks socken, Västerbotten, 715957-174116)
Svarttjärnen är en sjö i Skellefteå kommun i Västerbotten och ingår i Bureälvens huvudavrinningsområde.